# Лика Стар
Ли́ка Ста́р (настоящее имя — Ли́ка Оле́говна Па́влова; род. 3 сентября 1972, Вильнюс, Литовская ССР, СССР) — советская и российская рэп-исполнительница, певица, диск-жокей, музыкальный продюсер. Наиболее известна по синглам «Би-би, такси», «Пусть пройдёт дождь», «Одинокая луна», «Падай». Лауреат премии «Золотой граммофон» (2020).
В 1989 году вместе с диск-жокеем Владимиром Фонарёвым стала ведущей дискотек в студии «Класс». В 1991 году начала сольную карьеру, взяла себе псевдоним «Лика M.C.» и стала записывать композиции, используя рэп. Продюсером проекта стал Сергей Обухов. Весной 1991 года дебютировала на телевидении в «Утренней звезде» с песней «Я диджей». Главным хитом стал хип-хаус-трек «Би-би, такси».
Весной 1993 года выпустила дебютный альбом «Рэп» и видеоклип на трип-хоп-композицию «Пусть пройдёт дождь», который удостоился гран-при на фестивале «Поколение-93». Затем выпустила ещё два альбома: «Падший ангел» (1994) и «Больше, чем любовь» (1996). Визитной карточкой певицы стала композиция «Одинокая луна» (1996). В 2001 году выпустила четвёртый альбом «Я», запомнившийся хитом «Падай». С 2004 по 2022 год жила вместе с мужем и тремя детьми на острове Сардиния, входящем в состав Италии. Также занималась предпринимательством. В сентябре 2022 года вернулась в Москву для продолжения музыкальной карьеры.
Является первой исполнительницей рэпа в СССР и России, которая «сделала немало для того, чтобы хип-хоп смог пробиться на радио и телевидение». Упоминалась в различных СМИ как «первая девушка-диск-жокей», «русская Мадонна» и «первая певица, снявшаяся обнажённой для русской версии журнала Playboy».

## Биография

### Ранние годы
Лика Павлова родилась 3 сентября 1972 года в Вильнюсе.
Мать — Алдона Юоза Тункявичюте, литовка. Отец — Олег Владимирович Павлов, выпускник ВГИКа, по окончании режиссёрского факультета стал работать журналистом в «Новом мире», а затем в «Известиях». Однажды отец по заданию редакции оказался в Вильнюсе, где и познакомился в кафе с будущей матерью Лики. Сбежав из дома, не окончив последнего курса местного театрального института, мать оказалась в Москве на съёмной квартире. В декабре 1970 года родилась Кристина, а через год и девять месяцев — Лика. В августе 1972 года Москву охватили лесные и торфяные пожары, и за неделю до родов мать приняла решение рожать второго ребёнка в Вильнюсе. Отец назвал младшую дочь в честь Лики Мизиновой, возлюбленной Чехова.
В три месяца у Лики начались проблемы с лёгкими. Девочку вылечили благодаря экспериментальной вакцине, привезённой отцом из Владивостока. После больницы стала жить у бабушки и дедушки в Вильнюсе, ходила в детский садик и до пяти лет говорила только по-литовски. Ближе к школе Лику перевезли в Москву в новую трёхкомнатную квартиру на улице Селезнёвская, напротив театра Советской Армии, где по соседству жила семья Андрея Миронова. Её отдали в 18-ю французскую спецшколу. Параллельно занималась плаванием в бассейне «Олимпийский», получила звание мастера спорта по плаванию, но после смерти отца в 1987 году оставила большой спорт.

### Творчество

#### Студия «Класс» (1989—1991)
В 1988 году в возрасте 15 лет, будучи ученицей восьмого класса, Лика Павлова познакомилась с диск-жокеем Владимиром Фонарёвым, который на тот момент проводил дискотеки «Старт» в ДК им. Зуева. Фонарёв предложил Павловой выступить вместе на конкурсе дискотек на летнем фестивале «Штурмуем музыкальный Олимп» в московском парке Горького, где в итоге они заняли третье место. После этой победы продюсер Сергей Обухов пригласил их выступать в студии «Класс» на дискотеках в зале кинотеатра «Орион».
В 1989 году московская студия «Класс» начала проводить дискотеки в других городах СССР. Во время выступления Павлова и Фонарёв танцевали на сцене под популярную музыку и использовали речитатив для объявления чужих произведений. Фонарёв научил её подбирать композиции и делать словесные подводки во время пауз между треками, которые играли на бобинах. Дискотека студии «Класс» пользовалась большой популярностью, их бюджет позволял приглашать самых известных артистов того времени — от «Комбинации» до «Кар-Мэн». Заработанные деньги Павлова тратила на костюмы и на музыку — на записи и аппаратуру.
Летом 1990 года Лика выступила вместе с Фонарёвым на очередном фестивале «Штурмуем музыкальный Олимп» в московском парке Горького, на котором состоялся конкурс дискотек. Фонарёв занял первое место в конкурсе, и один из членов жюри, музыкальный критик Артемий Троицкий, предложил ему вести шоу на радиостанции «Радио Maximum», которая должна была появиться в столичном FM-диапазоне в самое ближайшее время. Через полтора года вышла авторская передача Фонарёва «Танцевальная академия».

#### Сольная карьера
В 1991 году Павлова решила начать сольную карьеру. Изначально пробовала себя в жанре техно, записав с группой Arrival песню «Молитва», но была недовольна своими вокальными данными. В том же году стал популярен рэп. Продюсер Обухов (инвалид с детства, лишён обеих рук), насмотревшись на выступающих в этом стиле артистов, решил сделать свой проект и предложил Фонарёву и Павловой заняться рэпом. Фонарёв сразу же отказался, а Павлова согласилась, поскольку имела отношение к речитативу через паузы между песнями. Днём она по-прежнему работала как диск-жокей, а по вечерам вместе с Обуховым записывала рэп в качестве эксперимента под псевдонимом «Лика M.C.» (Лика Эм Си). Участники группы «Технология», Леонид Величковский и Роман Рябцев, дали ей песню «Я диджей», записав которую, она поняла, что это самый подходящий для неё репертуар. Композиция вышла отдельным синглом на сборнике от студии звукозаписи «Лотос» летом того же года.
В апреле 1991 года Лика Эм Си впервые появилась на телевидении, выступив с рэп-композицией «Я диджей» в телепередаче «Утренняя звезда». В мае заняла призовое место на втором международном телефестивале «Шлягер-91» в Ленинграде, в июне поучаствовала в международном конкурсе «Вильнюс-91» и выступила как ведущая и исполнительница на празднике газеты «Московский комсомолец» в «Лужниках» 29 июня. В июле выступила на первом рэп-фестивале, организованным студией «Класс» Сергея Обухова в московском парке Горького. Председателем жюри фестиваля был музыкальный критик Артемий Троицкий. 27 июля Лика M.C. выступила с песней «Звонок в Африку» на фестивале «Рок против дождя», организованным «Центром Стаса Намина» и Луна-Арт-Production в Зелёном театре в парке Горького, где помимо неё выступили группы «Дубовый Гай», «MD & C Павлов», «Взгляд M.C.», «Ракета» и «Моральный кодекс». Отрывки из выступления были показаны в телепередаче «До 16 и старше…». В декабре Лика Эм Си выступила во Дворце спорта «Лужники» на фестивале «Звуковой дорожки».
Летом 1991 года Лика M.C. познакомилась с Дельфином, участником рэп-группы «Дубовый Гай», который написал для неё текст песни «Метро». Павлова решила его изменить, поскольку в то время перестала ездить на метро, сменив его на такси. Так была записана композиция «Би-би, такси», в процессе создания которой её переделывали восемь раз, при этом аранжировку делал один человек, а сведение — другой. Музыка была создана из семплированного куска песни «Get Up (Before The Night Is Over)» бельгийской хип-хаус-группы Technotronic. Композиция стала стопроцентным радиохитом во многом благодаря радиостанциям «Европа Плюс» и «М-Радио», упомянутым в тексте.
14 и 15 марта 1992 года Лика M.C. (Лика Эм Си) выступила вместе с балетной группой «Безумные ребята» с песнями «Би-би, такси» и «Хип-хоп, блюз» во Дворце спорта «Динамо» в рамках телепрограммы «Площадка «Обоза», где также участвовали Богдан Титомир, «Мальчишник» и «Валерия». Программа вышла в эфир 1-го канала Останкино в пятницу, 10 апреля. 10 мая Лика Эм Си выступила вместе с балетной группой «Безумные ребята» с песней «Хип-хоп, блюз» на музыкальном фестивале «Новая версия» в УСЗ «Дружба» в «Лужниках». Композиции «Би-би, такси», «Хип-хоп, блюз» и «Я диджей» вышли отдельным синглом на сборниках от студий звукозаписи. 13 и 14 июня 1992 года Лика выступила вместе с балетной группой «Безумные ребята» с песней «Би-би, такси» в финале хит-топ-шоу «50x50» в Кремлёвском дворце съездов. Ведущая концерта, Ксения Стриж, объявила о том, что Лика отказалась от приставки «M.C.».
В августе 1992 года продюсер Лики, Сергей Обухов, организовал в московском парке Горького второй по счёту рэп-фестиваль, где помимо Лики выступили группы Bad Balance, «MD & C Павлов», «К.Т.Л. Ди.Л.Л.», D.M.J., Sir-J и «Дубовый Гай» («Дельфин» и DJ Вольф из группы «Имя защищено»). Председателем жюри фестиваля был музыкальный критик Артемий Троицкий, а ведущими были Лолита Милявская и Александр Цекало (Кабаре-дуэт «Академия»). Лика выступила с песней «Би-би, такси». При этом само выступление сопровождалось танцами, на репетицию которых в танц-классе уходило по десять часов в день.
18 октября 1992 года Лика выступила вместе с балетной группой «Безумные ребята» с песнями «Пусть пройдёт дождь», «S.O.S.» и «Let’s go crazy» на концертах хит-топ-шоу «50x50» на малой спортивной арене Олимпийского комплекса «Лужники», спонсором которых была сигаретная фирма B.O.Y.. Помимо этого Лика вместе с группой «Кар-Мэн» записала композицию в стиле техно-рэп для рекламы сигарет фирмы B.O.Y. в хит-топ-шоу «50x50». В декабре 1992 года продюсер Павловой, Сергей Обухов, договорился с Аллой Пугачёвой о выступлении Лики на «Рождественских встречах» в СК «Олимпийский». Певица хотела выступить с композицией «Пусть пройдёт дождь», но Пугачёва отобрала для выступления две другие песни — «S.O.S» и «Let’s go crazy». Лика отказалась надевать костюм, предложенный ей Валентином Юдашкиным, и в ночь перед выступлением вместе с мамой придумала концертный костюм с нашитыми компакт-дисками. После выступления Пугачёва публично назвала Павлову своей преемницей со словами «В этой девочке я вижу продолжение себя!», а за кулисами предложила ей уйти от своего продюсера и начать работать в «Театре песни Аллы Пугачёвой», на что Павлова в дальнейшем отказалась.
В марте-апреле 1993 года фирма грамзаписи Gala Records выпустила дебютный альбом Лики «Рэп» на грампластинках. Пластинка вышла тиражом в 50 тысяч экземпляров. В альбом вошло восемь песен, записанных в жанрах хип-хаус («Hey, DJ», «Би-би, такси», «Звонок в Африку»), хип-хоп («Хип-хоп, блюз»), трип-хоп («Пусть пройдёт дождь») и техно («Наш стиль», «Давай сходить с ума», «S.O.S.»). Материал был записан в студиях MMC и Gala Records в период с 1991 по 1992 год. Музыку для альбома Лика создала совместно с Дмитрием Постоваловым («Би-би, такси», «Наш стиль», «Давай сходить с ума», «S.O.S.», «Пусть пройдёт дождь») при участии Романа Рябцева («Hey, DJ»), Бориса Деарта («Хип-хоп, блюз») и Леонида Величковского («Звонок в Африку»). Тексты для альбома Павлова написала при участии Сергея Обухова, Сергея Осенева («Звонок в Африку»), Дельфина («Би-би, такси») и Татьяны Никитиной (Алескеровой) («Хип-хоп, блюз»). Музыка для «Хип-хоп, блюз» была создана на основе песни «Hooked» американского рэп-исполнителя Vanilla Ice. В апреле 1993 года Gala Records выпустила альбом совместно с альбомом D.M.J. Rap Power of D.M.J. на аудиокассетах и бобинах. По словам Лики, был заключён договор со студией «Гала» на выпуск альбома (пластинка, компакт-диск и кассета), по итогам которого каждая сторона получала свой процент с продажи. После чего «Гала» без ведома Лики и её продюсера продала права на выпуск кассеты фирме «Апрелевка-Саунд», выпустившей её тиражом в 100 тысяч. В ответ на претензии студия заявила певице, что продала мастеринг «Апрелевке» за 25 тысяч рублей и получает с этой сделки по 25 рублей за каждый проданный экземпляр. В апреле 1994 года альбом был выпущен на компакт-дисках.
В начале 1993 года Павлова сменила свой псевдоним на «Лика Star» (Лика Стар, Lika Star). Обозреватель газеты «Московский комсомолец», Артур Гаспарян, раскритиковал новое имя певицы в своей газете со словами «Что она о себе возомнила!», а музыкальный продюсер Евгений Болдин наоборот, похвалил за смелое решение взять такой псевдоним, сравнив с Пугачёвой, которая «всю жизнь работала, чтобы её называли звездой». С 6 по 8 марта певица выступила вместе с балетной группой «Безумные ребята» и техно-группой Cool Front с песнями «Наш стиль» и «Пусть пройдёт дождь» на концерте Юрия Айзеншписа «Я и мои друзья» во Дворце спорта «Лужники». Ведущим концерта был Игорь Силиверстов. Телеверсию концерта, снятого режиссёром Александром Файфманом, зрители увидели в ночном эфире 1-го канала Останкино 7 мая. В марте 1993 года режиссёр Фёдор Бондарчук снял откровенный и скандальный по тем временам видеоклип на песню «Пусть пройдёт дождь» (оператор: Владислав Опельянц и Сергей Козлов). Ролик был снят на деньги от «неизвестного инвестора», который познакомился с Ликой в гримёрке после её концерта в «Лужниках». Изначально Лика хотела сделать видео на песню «S.O.S.», но Бондарчук выбрал другую песню. По словам Лики, это был самый дорогой клип по тем временам, который стоил 40 тысяч долларов, а при его создании было сознательное решение копировать Мадонну. На подготовку к съёмкам ушло четыре месяца (строились безумные декорации, рождались новые идеи, сценарий переписывался), а при монтаже клипа использовалась компьютерная графика. Первый показ видеоклипа состоялся на презентации телеканала MTV в России на дискотеке «У ЛИС’Са» в здании спорткомплекса «Олимпийский» 9 июля 1993 года. Позже отрывки из клипа были показаны по MTV во время сюжета о приезде групп Army Of Lovers, Shaggy и Pet Shop Boys в Москву на презентацию телекомпании MTV (Music Television) в России по приглашению главы российской корпорации «Биз Энтерпрайзис» Бориса Зосимова. В конце июля клип попал в ротацию MTV Global. 24 июля ролик был продемонстрирован на закрытии музыкального фестиваля «Поколение-93» участникам и гостям, а также телезрителям «Программы А». Там же певица представила композицию «Жажда новых иллюзий» с будущего одноимённого альбома.
В июне 1994 года фирма грамзаписи Anima Vox выпустила второй по счёту альбом Лики «Падший ангел» на компакт-дисках, а фирма Image Records издала его на аудиокассетах. В альбом вошло двенадцать песен, записанных в жанрах техно, транс и трип-хоп. Материал был записан на студии Пугачёвой в спортивном комплексе «Олимпийский» в 1993 году. Последнюю одноимённую песню для альбома Лика предложила записать совместно Владимиру Преснякову-младшему, на тот момент зятю «Примадонны». Прилетев из Америки и увидев процесс записи, Пугачёва быстро покинула студию. На следующий день Павловой позвонил подчинённый «Примадонны» и попросил забрать записанный материал и больше не появляться на этой студии. Из-за этого звонка Лика была вынуждена дописать свой альбом на другой студии. Музыку для альбома создали музыканты группы Action Directe (Дмитрий Пийбе и Андрей Гирич), техно-группа Cool Front (Евгений Родионов) («Падший ангел» — оригинал и ремикс) и Дмитрий Постовалов («Пусть пройдёт дождь» — оригинал и ремикс). Тексты для альбома Павлова написала сама (за исключением двух песен). Презентация пластинки состоялась 11 июня 1994 года в баре «Манхэттен-экспресс». В поддержку альбома фирма грамзаписи Anima Vox выпустила на компакт-дисках макси-сингл Let the rain pass с ремиксами Дмитрия Постовалова на песню «Пусть пройдёт дождь» и ремиксом Cool Front на «Падший ангел». Релиз стал первым в России CD-синглом, сделанным по западным стандартам.
21 мая 1994 года Лика выступила на площадке клуба «Пилот» в Москве на первом в России международном чемпионате диджеев, который организовала общественная ассоциация диджеев России AZ-ART-DJ и фирма по выпуску звукового оборудования для диджеев Gemini. Летом Лика выступила на международном музыкальном фестивале «Декси-Tenerife-94» на Канарских островах, организованным владельцем Art Pictures Group Сергеем Кожевниковым и генеральным продюсером «Радио Рокс» Сергеем Архиповым. После выхода альбома «Падший ангел» Лика познакомилась с молодым бизнесменом автодилером Алексеем Мамонтовым, от которого забеременела. Вскоре попросила у своего продюсера Обухова декретный отпуск, находясь уже на шестом месяце. Но в раскрутку и выпуск альбома были вложены большие деньги, вернуть которые она не смогла. В интервью певица сообщала, что ей выставили счёт на 126 тысяч долларов. В результате долгих разбирательств Лике «отошёл» весь тираж её альбома в количестве четырёх тысяч экземпляров, который она хранит у себя дома. Таким образом Лика ушла от своего продюсера, временно прекратив творческую деятельность.
1 декабря 1995 года певица выступила в «Лужниках» на акции «Звёзды против СПИДа», съёмки которой продлились несколько часов для более чем 30 телекомпаний мира. В декабре вышел видеоклип на песню «Разве есть что-то больше, чем любовь» (режиссёр: Илья Смолин, оператор: Владислав Опельянц).
Летом 1996 года Лика снялась обнажённой для сентябрьского номера русского издания журнала Playboy. Съёмки проходили на Багамских островах, фотограф Екатерина Белиловская позже сняла Павлову для обложки нового альбома «Больше, чем любовь». 31 августа певица выступила в парке Горького на первом московском международном фестивале танцевальной музыки «Танцующий город», организованным компанией BIZ Enterprises. В июне она познакомилась с Игорем Григорьевым, главным редактором нового журнала «ОМ», и предложила ему выпустить в качестве приложения к журналу её новый сингл «Одинокая луна» на компакт-диске. Вдобавок к этому Павлова появилась на обложке ноябрьского номера вместе со своим полуторагодовалым сыном. Одновременно на телеканалах появился её видеоклип на заглавный сингл «Одинокая луна» (режиссёр: Илья Смолин, оператор: Владислав Опельянц), снятый 7 и 8 октября 1996 года. Кроме Павловой и Григорьева в клипе приняли участие известные люди того времени: режиссёр Фёдор Бондарчук, актёр Гоша Куценко, дизайнер Мария Цигаль, лидер группы «Коррозия Металла» «Паук» и другие.
В ноябре 1996 года фирма грамзаписи RDM Entertainment выпустила третий по счёту альбом Лики «Больше, чем любовь» на компакт-дисках и аудиокассетах. В альбом вошло десять песен, записанных в жанрах транс, прогрессив-хаус, трип-хоп («Последний дюйм») и хэппи-хардкор. Материал был записан в студиях «БОП», «Элиас», «Союз», «OK’Records» и «Доброе сердце» в 1996 году. Музыку для альбома создали Дмитрий Постовалов, Arrival, DJ Грув («Вспоминай» и «Танцуй со мной, мой мальчик»), Роман Рябцев («В ритме — 200») и Олег Молчанов («Последний дюйм»). Тексты для альбома Павлова написала при участии Аркадия Славоросова («Последний дюйм»), Олега Радского («Счастливый день рождения») и Василия Шугалея («В ритме — 200»). Песня «Одинокая луна» была переделана из совместной композиции с группой Arrival «Молитва» (1991).
В 1998 году Лика создала собственную студию AS-Studio (Analog Sound Studio), в которой записала новый альбом под названием «Я», состоящий из десяти композиций и двух ремейков. 14 апреля Лика появилась в рейтинговом телевизионном ток-шоу «Акулы пера» на «ТВ-6», где было объявлено о том, что певица совместно со своей группой «Солнце» завершает работу над новым альбомом. Выход диска был запланирован на осень. Но 16 августа творчество пришлось отложить из-за смерти её матери от рака в возрасте 49 лет и дальнейших проблем с похищением её мужа на похоронах матери.
Летом 1999 года певица вернулась к студийной работе и взяла себе прежний творческий псевдоним «Лика Стар». В марте 2000 года снялась в видеоклипе на композицию «Падай». Ролик был снят режиссёром Филиппом Янковским и появился в эфире в июне. В ноябре фирма грамзаписи Nox Music выпустила промо-сингл «Ибица» с ремиксами на оригинальный трек. В конце года рассталась со своим директором Светланой Великановой, взяв на должность концертного директора Игоря Синегубова.
В феврале 2001 года Лика Стар совместно с диджеем Грувом и Мутабором представила «скандально-хулиганский» проект под названием «Голая правда». Были выпущены два сингла: «Голая правда — это шоу-бизнес» и «Голая правда — жёсткое порно». На мини-альбом «Голая правда» вошёл провокационный трек «А. Б.», саркастическое посвящение Пугачёвой.
В феврале 2001 года фирма грамзаписи Nox Music выпустила четвёртый по счёту альбом Лики «Я» на компакт-дисках и аудиокассетах. В альбом вошло тринадцать песен, записанных в жанрах хаус и транс. Музыку для альбома создали Дмитрий Пийбе (Action Directe), Татьяна Алескерова, Светлана Масальцева, Юрий Никитин и Андрей Савичев. Тексты для альбома Павлова написала при участии Татьяны Алескеровой («Ветер»), Светланы Масальцевой («В огне») и Андрея Гирича («На прозрачном корабле»). В поддержку альбома певица сняла видеоклипы на песни «Падай» (режиссёр: Филипп Янковский, оператор: Владислав Опельянц) и «Снова и снова» (режиссёр: Илья Смолин, оператор: Владислав Опельянц). Презентация пластинки состоялась 22 февраля в клубе «Портфолио». Возобновила гастроли. Приняла участие в записи песни «Хочу и баста!» группы «Братья Улыбайте» для их второго альбома «ФанкПозитив».
В январе 2002 года во второй раз снялась в эротической фотосессии для русского издания журнала Playboy. Летом записала в Лондоне несколько песен с группой Apollo 440.
В сентябре 2003 года стала участницей четвёртого сезона реалити-шоу «Последний герой». По словам певицы, из положенных трёх месяцев она провела на островах двадцать четыре дня. В Панаме певица обнаружила, что беременна от своего итальянского возлюбленного Анжело. В декабре они расписались в Москве и уехали вместе с сыном от первого брака на остров Сардиния, входящий в состав Италии.
Летом 2007 года Лика Стар и музыканты проекта Vengerov & Fedoroff снялись в видеоклипе на совместную композицию «Крутим-мутим». Процессом съёмок руководил режиссёр Андрей Бумагин. В октябре на компакт-дисках был выпущен макси-сингл «Kazantip 2007» от группы Arrival и диджея Фонарёва при участии Лики Стар, содержащий девять ремиксов помимо оригинальной версии композиции, записанной в 1998 году как гимн фестиваля «Казантип».
В 2009 году фирма грамзаписи «Мистерия звука» выпустила на компакт-дисках макси-сингл «Одинокая луна», содержащий композицию в новом звучании с двенадцатью ремиксами от многих диджеев страны.
9 марта 2012 года выступила на фестивале «Супердискотека 90-х» от «Радио Рекорд» в спорткомплексе «Олимпийский».
С 2015 по 2018 год являлась лицом одного из ведущих производителей косметологии в России — «Librederm».
В 2016 году появилась в телепередаче «Первого канала» «Сегодня вечером», посвящённой Владимиру Преснякову-младшему, где певец назвал их бывшие отношения с Ликой «творческим романом».
В 2017 году появилась в телепередаче «Первого канала» «Сегодня вечером», посвящённой 90-м годам, где рассказала о том, что предложение сняться обнажённой для журнала Playboy исходило от главного редактора Артемия Троицкого.
В январе 2019 года Лика выпустила свою дискографию на всех музыкальных платформах, включая новую компиляцию The Be(A)st. Помимо этого музыкальный лейбл Klever Label выпустил пятый по счёту альбом Лики «Счастье» на цифровых площадках. В альбом вошло четырнадцать песен, записанных в жанрах хаус и поп. В альбом вошли треки из разного периода творчества, включая «Огни большого города» (2007). Музыку для альбома создал Дмитрий Постовалов, Джулио Моголь («Радуга»), Стефано Каста («I’m the Rain»), Дмитрий Пийбе («Je pense a toi», «Снова и снова (Remix)») и сама певица («Грустно без тебя», «Выстрел в сердце», «Shot in My Heart»). Все тексты для альбома написала Павлова.
Летом 2019 года совместно с певцом Ираклием записала и экранизировала новую версию песни «Одинокая луна». 4 октября выступила на площадке Adrenaline Stadium на шоу «90-е Мегахит».
2 июня 2022 года певица выпустила 6-трековый мини-альбом «Ciao, Come Stai!», записанный совместно с диджеями Korean и DJ Vini. Помимо оригинальной и расширенной версии релиз содержит ремиксы от диджеев Paul Oakenfold, Nick Hook и Nobe & WilyamDeLove. 24 июня вышел видеоклип на оригинальную версию трека.
В октябре 2023 года приняла участие в 4-м сезоне музыкального шоу «Суперстар!» телеканала НТВ. 27 октября во время онлайн-презентации проекта певица проговорилась, что она уже дошла до финала. Проект стартовал в эфире 4 ноября, а завершится 1 января 2024 года. Во втором выпуске шоу певица набрала меньше всех баллов и в итоге покинула проект.
6 апреля 2024 года стала гостем ток-шоу «Секрет на миллион» на НТВ, где рассказала об операции по исправлению перегородки носа и добавила, что по совету врачей планирует операцию по замене хрусталиков глаз. 19 декабря Лика выпустила совместно с Tkimali сингл «Одинокая луна» (Kadra Remix), который был записан в студии звукозаписи Kadra (запись, сведение, продюсер — Руслан Гудзь).
21 февраля 2025 года лейбл Klever Label выпустил на цифровых площадках новый сингл Лики «Одинокая луна» (Remix), музыку к которому создал A-Mase (Самвел Шамоян). 7 марта Klever Label выпустил сингл «Я вспоминаю тебя как снег (Remix)», музыку к которому сделал A-Mase. 28 марта Klever Label выпустил 3-трековый сингл Лики «Падай», ремиксы к которому сделали Hi-Tech DJ’s (Максим Бабушкин и Дмитрий Левин). 25 апреля Klever Label выпустил сингл Лики «Я таю» (Radio Mix), аранжировку к которому сделал A-Mase. 18 июля вышел 2-трековый сингл Лики «IBIZA (Afro House Mix)», спродюсированный A-Mase.

## Личная жизнь
В 1987 году умер её отец Олег Владимирович Павлов.
17 февраля 1995 года родила сына Артемия в браке с Алексеем Мамонтовым.
16 августа 1998 года её мама умерла от рака в возрасте 49 лет. На похоронах матери, по пути на кладбище её мужа похитили бандиты, но вскоре отпустили после пыток и подписанного отказа от всего его имущества. В 2001 году пара рассталась.
В 2002 году на гастролях в Таллине познакомилась с итальянским дизайнером Анджело Сеччи. В декабре 2003 года вышла замуж и переехала к нему вместе с сыном от первого брака на остров Сардиния, входящий в состав Италии. От него у певицы двое детей — Аллегра Сеччи (02/06/2004) и Марк Сеччи (22/04/2011).
5 июня 2010 года упала с лошади и получила перелом позвоночника, в результате чего начала ходить только спустя два месяца реабилитации.
Первый муж умер в 2011 году в возрасте 39 лет от воспаления лёгких на фоне злоупотребления алкоголем.
В Италии Павлова занималась бизнесом по предоставлению услуг — аренда вилл, яхт, автомобилей VIP-класса.
В сентябре 2022 года вернулась в Москву для продолжения музыкальной карьеры.

## Критика
В декабре 1991 года редактор «Звуковой дорожки» газеты «Московский комсомолец», Сергей Сергеев, упомянул Лику Эм Си как «единственную в стране представительницу прекрасного пола, работающую в стиле рэп».
В ноябре 1993 года журналист газеты «Новый взгляд», Андрей Вульф, описывая сборный концерт «Игорь’С Поп-Шоу», сравнил Лику Стар с американской певицей Мадонной.
В 1995 году редактор газеты «Аргументы и факты», рассуждая на тему того, что российские музыканты пытаются создавать аналоги существующих за рубежом групп по чисто внешним признакам, упомянул певицу Лику Стар, которая «пыталась скопировать Мадонну».
В 2001 году рецензент интернет-издания InterMedia, Алексей Мажаев, рецензируя альбом Лики Стар «Я», написал, что певица «не удивит модников от музыки и не особенно зацепит любителей обычной попсы».

### Ретроспектива
В феврале 1994 года Игорь Угольников сделал пародию на певицу в своей телепередаче «Оба-На!», повесив себе на грудь компакт-диски вместо бюстгальтера.
В 1996 году редактор журнала «ОМ», Анзор Канкулов, упомянул в своём интервью с певицей, что со стороны Лика M.C. воспринималась как «один из флагманов первой рэперской волны», а её главным хитом был трек «Би-би, такси».
В 1999 году журнал «RAPпресс» поместил дебютный альбом Лики М.С. «Рэп», выпущенный на аудиокассетах совместно с альбомом группы D.M.J., в список «поистине легендарных альбомов», чьи тиражи «были настолько малы, что теперь их трудно найти в продаже».
В 2012 году телеканал «НТВ» упомянул, что певицу называли «русской Мадонной» и она «первой из российских звёзд снялась в «Плейбое».
В 2014 году редактор сетевого издания газеты «Комсомольская правда», Алина Чернова, отметила, что музыкальные критики того времени называли Лику Стар «русской Мадонной».
В 2015 году редактор сетевого издания газеты «Комсомольская правда», Ася ЗУБ, отметила, что Лика M.C. изначально появилась на сцене, как наш ответ Мадонне, начиная от причёски до одежды.
В 2016 году обозреватель сайта «Звуки.ру», Ник Завриев, отметил, что самым известным треком певицы рэп-периода является «Би-би, такси» и назвал его «русским технотроником» за сходство по музыке с бельгийской хип-хаус-группой Technotronic.
В 2018 году редактор газеты «Коммерсантъ С-Петербург», Константин Петров, отнёс группы «Мальчишник» и «Кар-Мэн», а также Лику M.C. и «Мистера Малого» к числу тех рэп-исполнителей, которые не позиционировали себя в качестве «голоса улиц», но «сделали немало для того, чтобы хип-хоп смог пробиться на радио и телевидение». При этом сама певица была упомянута как «первая девушка-рэпер в России».
В 2018 году редактор новостного интернет-издания Lenta.ru, Алёна Кожевникова, упомянула, что певица первой разделась для обложки русской версии журнала Playboy.
В 2020 году магистр филологических наук Валентина Дрок в своей книге «Проблема повествователя в русском рэпе» отнесла «Мальчишник», Лику МС, Богдана Титомира и «MD & C Павлов» к числу тех рэп-исполнителей, чьё творчество содержит в себе лишь «формальные атрибуты рэпа», а по содержанию является «коммерческой поп-продукцией».
В 2020 году музыкальный критик Олег Кармунин в своём проекте «История русской поп-музыки» для издания Lenta.ru назвал Лику МС «первой, кому удалось протащить на отечественное телевидение самый настоящий (пусть и довольно примитивный) рэп».

### Рейтинги
По итогам 1992 года певица Лика Стар заняла 5 место в списке «лучших певиц года» в рубрике «Звуковая дорожка» согласно опросу читателей газеты «Московский комсомолец».
По итогам 1996 года, подведённым журналом «ОМ», Лика заняла четвёртое место в номинации «Лучшая певица года», а её видеоклип на песню «Одинокая луна» победил в номинации «Лучший видеоклип года».
В 2007 году главный редактор портала Rap.ru, Андрей Никитин, поместил дебютный альбом певицы, «Рэп» (1993), в список главных альбомов русского рэпа.
В 2011 году журнал «Афиша» поместил песню Лики Стар «Одинокая луна» (1996) в список «99 русских хитов» за последние 20 лет, назвав её «квинтэссенцией модности» благодаря чёрно-белому видеоклипу и холодному и лаконичному звуку.
В 2020 году редактор новостного сайта РБК, Юлия Цирулева, поместила Лику Стар в список «звёзд 90-х, о которых мы давно не слышали».
В 2020 году музыкальный редактор интернет-издания Vatnikstan, Иван Белецкий, поместил альбом «Рэп» в список «Русский рэп 1990‑х: десять главных альбомов», назвав его содержание «кунсткамерным мейнстримным речитативом эпохи перемен» и «первым женским хип-хопом в России».

## Награды и номинации
В мае 1991 года заняла призовое место на втором международном телефестивале «Шлягер-91» в Ленинграде.
10 мая 1992 года Лика Эм Си стала лауреатом музыкального фестиваля «Новая версия» в УСЗ «Дружба» в «Лужниках».
В сентябре 1993 года Лика Стар была представлена в номинации «Открытие года» на второй официальной церемонии вручения Национальной Российской Музыкальной премии «Овация» в области зрелищ и популярной музыки за 1992 и 1993 год, но в итоге премия досталась Татьяне Булановой во время оглашения лауреатов премии в ночь с 13 на 14 января 1994 года.
В декабре 1993 года видеоклип на песню «Пусть пройдёт дождь» удостоился гран-при за «Лучшую работу художника» (Кирилл Мурзин) на втором московском фестивале видеоклипов «Поколение-93». Помимо этого Фёдор Бондарчук получил поощрительную премию за режиссуру.
В январе 1994 года Лика Стар заняла первое место в номинациях «Рэпер (-ша) года» и «Лучший видеоклип года» (за видео «Дождь») по итогам голосования читателей газеты «Я-Молодой».
3 марта 1995 года певица Лика была представлена в номинации «Открытие года» на третьей церемонии вручения Национальной Российской Музыкальной премии «Овация» за 1994 год. Победу в этой номинации одержала рок-группа «Ногу свело!».
12 марта 1997 года видеоклип на песню «Одинокая луна» победил в номинации «Лучший сценарий» на пятом московском фестивале видеоклипов «Поколение-96».
В 1997 году песня Лики «Одинокая луна» была представлена в номинации «Композиция года» на церемонии вручения премий в области танцевальной культуры «Funny House Dance Awards '96», учреждённой радио «Максимум» и «Райс-ЛИС’С». Церемония прошла в технопарке «Пирамида» (СК «Олимпийский») в феврале 1997 года. Победу в этой номинации одержала песня «Счастье есть» диджея Грува.
12 декабря 2020 года певицу пригласили в Москву, чтобы вручить ей «Золотой граммофон» за ремейк песни «Одинокая луна», которую она записала с певцом Ираклием.

## Дискография
Студийные альбомы
- 1993 — Рэп
- 1994 — Падший ангел
- 1996 — Больше, чем любовь
- 2001 — Я
- 2019 — Счастье

Мини-альбомы
- 2000 — Голая правда
- 2022 — Ciao, Come Stai! (Korean & DJ Vini & Lika Star)

Сборники
- 1993 — Lica-Rap / Rap Power Of DMJ (Лика M.C. / DMJ)
- 2003 — The Best Mixes & Remixes (1993—2003)
- 2019 — The Be(A)st

Синглы
- 1994 — Let the Rain Pass
- 1996 — Одинокая луна
- 2000 — Ибица
- 2007 — Kazantip 2007 (Arrival & Fonarev feat. Lika Star)
- 2009 — Одинокая луна 2009
- 2011 — Точка росы
- 2019 — Luna (cover version) (Lika Star & Иракли)
- 2022 — Одинокая луна (Dj.M.Grebenshchikov Version 2022)
- 2024 — Одинокая луна (Kadra Remix) (совместно с Tkimali)
- 2025 — Одинокая луна (prod by. A-Mase)
- 2025 — Я вспоминаю тебя как снег (Remix) (prod by. A-Mase)
- 2025 — Падай (prod by. Hi-Tech Dj’s)
- 2025 — Я таю (Radio Mix) (prod by. A-Mase)
- 2025 — IBIZA (Afro House Mix) (prod by. A-Mase)

## Видеоклипы
- 1993 — «Пусть пройдёт дождь»
- 1994 — «Падший ангел»
- 1995 — «Разве есть что-то больше, чем любовь»
- 1996 — «Одинокая луна»
- 2000 — «Падай»
- 2001 — «Снова и снова»
- 2007 — «Крутим-мутим» (feat. Vengerov & Fedoroff)
- 2019 — «Luna» (Lika Star & Иракли)
- 2022 — Ciao, Come Stai! (Korean & DJ Vini & Lika Star)

## Чарты и ротации
В 1993 году песни «Пусть пройдёт дождь» и «Падший ангел» Лики Стар находилась в хит-параде «Чёртова дюжина капитана Фанни» по результатам ротации в передаче «Танцевальная академия», которую вёл Владимир «DJ Фонарь» Фонарёв на радио «Максимум». Результат был опубликован в журнале Bravo.
Летом 1993 года видеоклип на песню «Пусть пройдёт дождь» был отобран для показа на музыкальном телеканале MTV. Этот откровенный клип стал первым российским музыкальным видеороликом, показанным по MTV.
Видеоклипы на песни «Одинокая луна» (1996), «Падай» (2000) и «Снова и снова» (2001) находились в ротации чартов «Русская десятка» и «20 самых-самых» телеканала «MTV Россия».
С 2007 по 2021 год в ротации нескольких радиостанций оказались три песни певицы Лики Стар: «Крутим — мутим» (Vengerov & Fedoroff feat. Lika Star) (2007), «Огни большого города» (2007) и «Luna» (Иракли feat. Lika Star) (2019). При этом песня «Luna» (Иракли feat. Lika Star) является самым популярным треком певицы на радио, который за два года с 2019 по 2021 год прослушали более миллиона раз.
По данным интернет-проекта Moskva.FM, 21 одна песня Лики (Лика Star) была в ротации нескольких российских радиостанций с 2008 по 2015 год. При этом песня «Одинокая луна» является самым популярным треком певицы на радио, который за семь лет с 2008 по 2015 год прослушали более 180 тысяч раз.